# AIDA64
AIDA64是一个运行在Microsoft Windows操作系统上的系统信息、诊断和审计程序，用于显示计算机的组件的详细信息。这些信息可以以HTML、CSV或XML等格式保存到文件。

## 历史

### AIDA32
AIDA是Tamás Miklós在2000年写的一个免费工具
AIDA32在 2001年发布了1.0版本；最新版本3.94在2004年3月发布。AIDA32是分布式可移植可执行文件,不需要安装在主机上。
AIDA32在2004年3月24日停止了发展。

### Everest
2004年4月,Miklós 被任命为Lavalys的软件工程研究与发展执行副总裁。
AIDA32的继任者是Lavalys的商业化产品EVEREST。
Lavalys发布Everest免费版直到2.20版本，但是仍可以在免费软件发布网站上获得。在2005年12月1日Everest免费家庭版（Everest Home Edition）停止了发展。
Everest的最终版本是5.50，发布于2010年4月。

### AIDA64
Everest 在Lavalys被FinalWire收购后停止了发展。FinalWire的主要产品是 AIDA64,它取代了Everest。
AIDA64包含供家庭和个人使用的Ultimate版本，以及商业版。
1.0版本发布于2010年10月6日。

## 支持语言
阿尔巴尼亚语、阿拉伯语、俄罗斯语、波斯尼亚语、保加利亚语、加泰罗尼亚语、克罗地亚语、捷克语、丹麦语、爱沙尼亚语、英语、芬兰语、法国语、德国语、匈牙利语、印度尼西亚语、意大利语、日本语、韩国语、拉脱维亚语、立陶宛语、马其顿语、挪威语、波兰语、葡萄牙语(巴西)、葡萄牙语(葡萄牙)、罗马尼亚、塞尔维亚(斯拉夫字母)、塞尔维亚(拉丁)、简体中文、斯洛伐克语、斯洛文尼亚语、西班牙语、瑞典语、繁体中文（台灣）、土耳其语、乌克兰语。